# 11328 Mariotozzi
11328 Mariotozzi eller 1995 UL är en asteroid i huvudbältet som upptäcktes den 19 oktober 1995 av den italienske astronomen Vincenzo Silvano Casulli vid Colleverde-observatoriet. Den är uppkallad efter geologen Mario Tozzi.
Asteroiden har en diameter på ungefär 9 kilometer.